# Necròpoli de Carrasqueira
La Necròpoli de Carrasqueira, també denominada Necròpoli de Vale de Fuzeiros, és un monument situat a la freguesia de Sâo Bartolomeu de Messines, al municipi de Silves, a l'Algarve, a Portugal.

## Història i descripció
La Necròpoli de Carrasqueira es troba a la costa d'un pujol del mateix nom, a Vale de Fuzeiros, i consta de cinc sepultures excavades en dos cingles, i disten les dues agrupacions només alguns metres entre si. Aquests afloraments es devien triar perquè són molt visibles en el paisatge.(1) El grup oriental està obert en gres roig, i es compon de dos sepulcres, amb cambres funeràries separades per una paret comuna, mentre que l'occidental conté tres sepultures individuals, excavades en gres de Silves. Les sepultures s'orienten sobretot de nord-oest per a sud-est. Aquest tipus d'enterrament es devia fer en fossa simple, tapada només per una llosa o dividida en diversos blocs, elements dels quals no han restat vestigis.(3)
El monument s'integra en el Circuit Arqueològic de Vilarinha, que també inclou les necròpolis de Pedreirinha i de Forneca, i l'alineament de Vilarinha.
Els tipus dels túmuls suggereix una fundació visigòtica, durant l'alta edat mitjana, segurament utilitzats per una comunitat propera, que s'hi establiria a causa de condicions favorables.(4) Els sòls de Vale Fuzeiro eren fèrtils, alimentats pel barranc do Baralha i la serra del nord oferia caça i fusta, utilitzada per al foc i la instal·lació d'edificis.(1)
La necròpoli es descobrí durant una investigació del Departament d'Arqueologia de l'Institut Portugués del Patrimoni Arquitectònic, en conjunt amb l'arqueòleg Mário Varela Gomes.(2) El 2005 hi feu treballs Luís Miguel Cabrita, amb l'alçat gràfic, fotogràfic i topogràfic dels túmuls.(2) La Cambra de Silves, el 27 d'agost de 2014 comença el procés de classificació de la necròpoli com a Monument d'Interés Municipal, mentre que l'ordenança n.º 23/2015, emesa pel municipi, va determinar la classificació del monument.(3)